# 分子遺伝学
分子遺伝学（ぶんしいでんがく、英語：molecular genetics）は生物学の研究分野であるが、二つの異なる分野を指す。塩基配列の比較から生物の進化を議論する分野と、遺伝現象の仕組みを分子のレベルで理解しようとする分野である。

## 進化を扱う分子遺伝学
遺伝情報として生物が有するDNAやRNAは、種の進化とともに変化する。この変化を観察することである生物種（やウイルス等の非生物も）がどのように分化したかを調べる。形態的な分類による古典的な分類学に対し、塩基配列や酵素多型と行った遺伝情報から分類する。
理論的な体系は、木村資生の中立進化説により確立された。現在でも中立説は遺伝子進化を解析する際に非常に重要な理論的基盤を提供している。
この分野は、分子進化学、あるいは分子系統学（系統学の一分野として）、分子分類学（分類学の一分野として）などとも呼ばれる。

## 遺伝現象を分子レベルで扱う分子遺伝学
遺伝情報を記述する遺伝子の化学的本体がDNAであり、その塩基配列によって蛋白質の構造が記述されていることが明らかとなっている今日では、遺伝学や分子生物学、あるいは遺伝子工学において用いられる基本的かつ重要な手法となっている。